# Egóstena

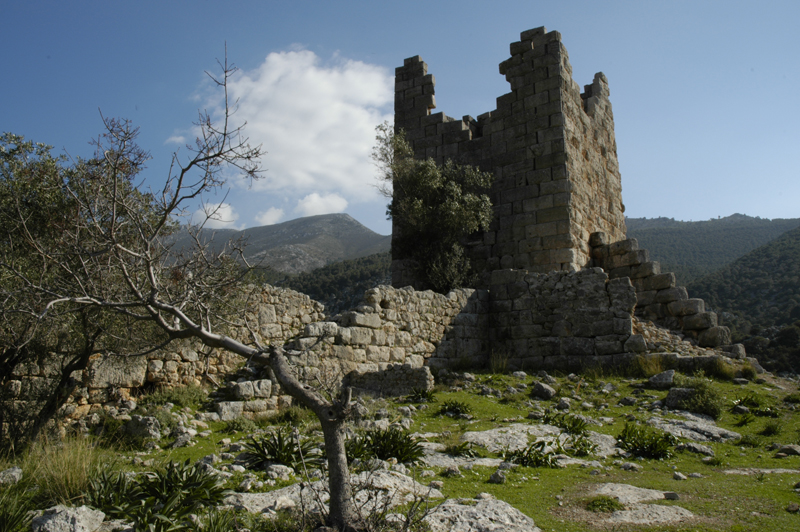
Restos de una torre fortificada en Egóstena.

Egóstena (en griego, Αἰγόστενα) es el nombre de una antigua ciudad griega del Ática, de la zona de Megáride. Se halla en el lugar donde actualmente se encuentra Puerto Germeno.
Es mencionada por Jenófanes como el lugar en el que, el año 379 a. C., el ejército de Cleómbroto regresó a Laconia, tras pasar por Creusis, después de su campaña contra Tebas, y también fue el lugar donde el ejército de Jasón de Feras se encontró con el de Arquidamo, tras la batalla de Leuctra del año 371 a. C.
Es posible que la fortificación de Egóstena fuera construida en el año 343 a. C., con ayuda de los atenienses, después de que estos se aliaron con Mégara ante los tebanos.
Pausanias la sitúa en la zona fronteriza con Beocia, cerca de otra ciudad llamada Pagas. Dice que en Egóstena había un santuario de Melampo en honor del que realizaban sacrificios y celebraban una fiesta cada año.
Ateneo menciona que en Egóstena se producía un vino dulce.